# Sci d'erba
Lo sci d'erba è uno sport, derivante dallo sci alpino, nella quale gli atleti sciano su sci "cingolati" che scorrono sull'erba.

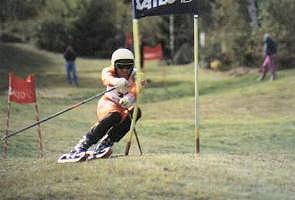
Sciatore su erba in azione

## Storia
Nasce in Germania attorno al 1960, su progetti e studi teorici che risalgono addirittura alla fine del secolo scorso (Austria, 1883). Tra alterne fortune, legate alla continua evoluzione del mezzo tecnico, sempre più affidabile e maneggevole, trova il suo massimo livello d'espansione negli anni 1970. Lo sci d'erba è ora praticato a livello agonistico in 18 nazioni, tra europee ed extra europee, con un circuito di gare Internazionale, una coppa del mondo, un campionato del mondo junior (annuale), ed un assoluto (biennale).

## Piste adatte

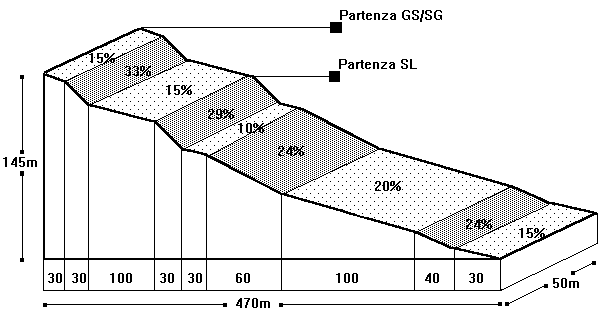
Pista sci d'erba tipo

Il luogo principe adatto alla pratica dello sci d'erba, prende il nome di Centro sci d'erba.
La pista, con un rilievo morfologico possibilmente vario, deve permettere una sicura discesa allo sciatore. Sono da evitare tratti troppo stretti e ripidi oppure eccessivamente lunghi e pianeggianti, specie se con un cotico erboso scarso e con buche, sassi o radici affioranti. L'immagine del terreno ideale, in pratica, s'avvicina molto al green di un campo di golf: un manto erboso fitto, non troppo morbido, con buona coesione superficiale, per subire, senza danno, il passaggio ripetuto di uno sci d'erba. 
La zona di partenza, per lo svolgimento di manifestazioni agonistiche, dovrebbe dotarsi di una pedana sopraelevata di dimensioni adeguate ad accogliere l'atleta ed i tecnici per il cronometraggio. La zona d'arrivo deve essere la più ampia possibile e con terreno pianeggiante per permettere agli sciatori un arresto privo di pericoli.
La conservazione ed il miglioramento delle piste di sci d'erba è di importanza fondamentale. Il problema s'identifica essenzialmente nel mantenere e affinare il cotico erboso. Per ragioni di stabilità del suolo e di buon regime delle acque - specie in rapporto alla natura e declivio dei terreni - una pista non deve mai presentare soluzioni di continuità o rotture provocate da eventuali lavorazioni o mancata manutenzione. La cura del manto erboso prevede tagli frequenti, sistemazioni, bonifiche, innaffiamento e semine di ripristino. Eventuali alberi, costruzioni od ostacoli che fossero presenti ai lati della pista, dovranno essere opportunamente coperti con idonee protezioni: queste (reti o materassi) saranno anche doppie o triple, se necessario, lungo tratti di maggior pericolo. Tra le dotazioni di Centro di sci d'erba sono previste, inoltre, la presenza di un impianto di risalita, aree di lubrificazione e lavaggio attrezzi, noleggio, servizi di pronto soccorso e un piccolo ristoro. Di non trascurabile importanza, soprattutto nelle zone con un basso tasso di precipitazioni, è la presenza di un impianto d'irrigazione. Durante gli allenamenti si consiglia il frequente alternarsi dei tracciati, onde evitare che eccessivi passaggi possano intaccare l'omogeneità del fondo erboso. 
Per cotico erboso s'intende lo strato superficiale del terreno coperto da vegetazione prativa, con uno spessore oscillante intorno ai cinque centimetri. Esso contiene il groviglio più fitto delle radici e degli organi sotterranei delle piante erbacee, nonché i loro residui morti ed è quindi supporto diretto degli organismi vegetali. Nei terreni a forte declivio, propri dei territori montani, il cotico erboso riveste un valore fondamentale per la stabilità dei versanti. Con la sua intricatissima rete di radici tiene, infatti, ancorato il terreno, impedendone il dilavamento superficiale e l'asporto dello strato vegetale; riuscendo inoltre a funzionare come una vera e propria " spugna " capace di trattenere una notevole quantità d'acqua piovana, attenuandone in tal modo la forza battente.
Affinché una pista possa essere omologata per gare di coppa del mondo (FIS) questa deve avere un dislivello minimo di 40 metri con uno sviluppo minimo di 200-250 metri.

## Caratteristiche tecniche

### La rullata condotta
Al concetto di scivolamento tipico dello sci alpino, lo sci d'erba sostituisce quello di rullata condotta, data dalla caratteristica costitutiva dell'attrezzo, che strutturalmente si può definire come un pattino Cingolato o Microcingolo. Rifacendoci al nome della prima marca produttrice dell'attrezzo, la tedesca Rollka, diventa evidente la differenza applicativa: dal tedesco, Roll significa "rotolamento", mentre la sigla "Ka" deriva da Kaiser, il nome dell'ingegnere che riscoprì e rilanciò il progetto iniziale.

### La curva
Si considera come curva una linea geometrica curvilinea, rappresentante la traiettoria percorsa dall'insieme sci-sciatore, quindi dal centro di massa di tale sistema. I principi fondamentali della tecnica di curva sono:
- Movimento: gesto motorio complessivo, conseguente ad un'idea precisa d'azione o successione d'azioni, utile al raggiungimento di un obiettivo;
- Angolazione: è la posizione, e/o la serie di movimenti, che determina la presa di spigolo, collaborando a creare la traiettoria di curva, ed a mantenere l'equilibrio in diagonale;
- Traslazione: è lo spostamento del centro di massa durante l'esecuzione di una successione di curve. La sua azione più importante si manifesta durante la fase di cambio di direzione (cambio degli spigoli), e continua sino al punto critico della curva. Nella fase iniziale, la traslazione s'abbina al movimento d'estensione, provocando, contemporaneamente, sia un innalzamento sia uno spostamento verso l'interno del centro di massa;
- Estensione (distensione): è il passaggio da una posizione piegata ad un'estesa. Provoca un allontanamento del centro di massa dalla base portante (del bacino dai piedi), attraverso l'apertura degli angoli delle articolazioni;
- Cambio (degli spigoli): è la conseguenza di una serie di movimenti che creano il passaggio degli spigoli interni della curva precedente a quelli interni della curva successiva. Fa parte della fase di cambio di direzione;
- Movimento d'orientamento del corpo: interviene nella conduzione di curva, durante tutta la sua traiettoria, assieme all'azione neuro-muscolare modulatoria esercitata dagli arti inferiori e dai piedi;
- Presa di spigolo: è l'angolo d'incidenza formato dall'asse trasversale dello sci con il pendio;
- Piegamento: è il passaggio da una posizione estesa ad una piegata. Provoca un avvicinamento del centro di massa alla base portante (del bacino ai piedi), attraverso la chiusura degli angoli delle articolazioni;
- Traiettoria di curva: è l'applicazione di archi di curva differenti che complessivamente compongono la curva;
- Arco di curva: è l'arco di circonferenza compreso tra due punti;
- Equilibrio: è la situazione in cui si trova lo sciatore quando la risultante di tutte le forze applicate al suo centro di massa cade entro la propria base d'appoggio. Tale superficie, è individuata dalla lunghezza degli sci e dalla loro reciproca distanza. Rappresenta la condizione ideale per l'esecuzione dei diversi movimenti. L'effetto centralità inteso come controllo dell'equilibrio del corpo in una situazione dinamica, è la sintesi delle azioni motorie tendenti al suo riequilibro;
- Centralità dinamica: è l'insieme delle varie fasi d'equilibrio in ogni punto della curva, considerando tutte le forze che intervengono nei vari livelli di lavoro e scorrimento dello sciatore sul piano inclinato;
- Modulazione: è la capacità di variare la contrazione muscolare nel tempo;
- Gradualità: è l'abilità a compiere movimenti attivi in continuità esecutiva nello spazio e nel tempo.
- Spazio critico: è lo spazio di curva dove la somma di tutte le forze è massima. Dal punto di vista tecnico la sua durata dipende dalle difficoltà della curva stessa.

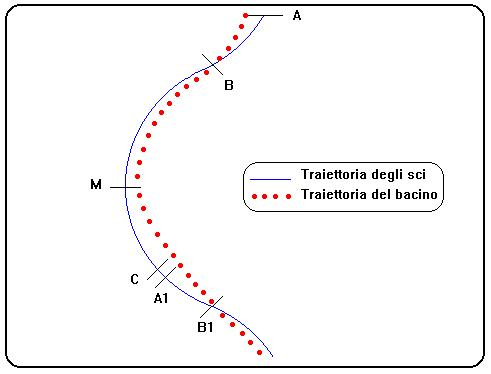
Curva ideale

Al termine del piegamento della curva precedente (A), diminuire l'angolazione; eseguendo la traslazione, in estensione, con conseguente cambio degli spigoli (B), indirizzare gli sci lungo la nuova traiettoria. Continuare lo spostamento del bacino verso l'interno fino a raggiungere la massima pendenza (M). In graduale piegamento, incrementare l'angolazione, che raggiungerà il suo massimo in corrispondenza dello spazio critico della curva (C). Il peso del corpo è prevalentemente sullo sci esterno, con la possibilità di sfruttare concretamente l'uso dei due arti in appoggio. L'azione di pilotaggio dei piedi è l'elemento di sensibilità neuro-muscolare che proporziona la guida degli sci.
Durante l'esecuzione di una curva, lo sciatore combina sia movimenti su un piano inclinato, sia movimenti di rotazione del corpo attorno al suo asse longitudinale. La massima rotazione consentita, corrispondente ad una proficua conduzione di curva, tende a mantenere parallelo l'asse sagittale del corpo con quello longitudinale degli sci. Quest'azione rotazionale del corpo (movimento d'orientamento), possiede valori diversi tra arti inferiori, busto ed arti superiori, questi ultimi con velocità angolari e quantità minore. Entrambi ruotano nella stessa direzione, ma la parte superiore del corpo lo fa con velocità angolare minore.

### Sci
Lo sci possiede alcune caratteristiche generali, sulle quali ci soffermiamo per meglio capire il suo comportamento durante una qualsiasi traiettoria. 
Prescindendo dalla flessibilità dell'attrezzo, dalla sua curvatura e dalle forze esterne (forza peso, centrifuga, d'inerzia), lo sciatore deve aggiungere quelle interne all'attrezzo, tutte d'origine inerziale, che tendono ad opporsi al cambio del moto nelle sue fasi iniziali, per poi favorirlo in quelle successive. Lo sci è fonte di forze inerziali rotazionali, oltre che d'attrito. Questo comportamento, chiamato vincolo, richiede, per lo sciatore, l'adozione di particolari adattamenti:
- Determinata la traiettoria da seguire, lo sciatore deve intervenire con una decisa e costante azione di pilotaggio con i piedi, per tutta la durata della curva.
- Quest'azione permette di vincere l'inerzia interna al cambio di moto, controllandola durante il resto della traiettoria (gestione sensibile attriti interni/esterni dello sci).
- La continua ricerca della centralità dinamica è caratteristica dell'azione.
- La forza peso, al centro dello sci, ne determina una minima flessione, facilitando l'azione di curva. L'esigua flessibilità dell'attrezzo richiede un'azione precisa e potente da parte dello sciatore.
- La presa di spigolo dello sci è modulata progressivamente lungo la traiettoria da seguire.
- La distribuzione del carico è in prevalenza sullo sci esterno, con la possibilità di ripartirlo su entrambi gli sci.
- È necessario esercitare una costante pressione sullo sci, attraverso movimenti graduali.

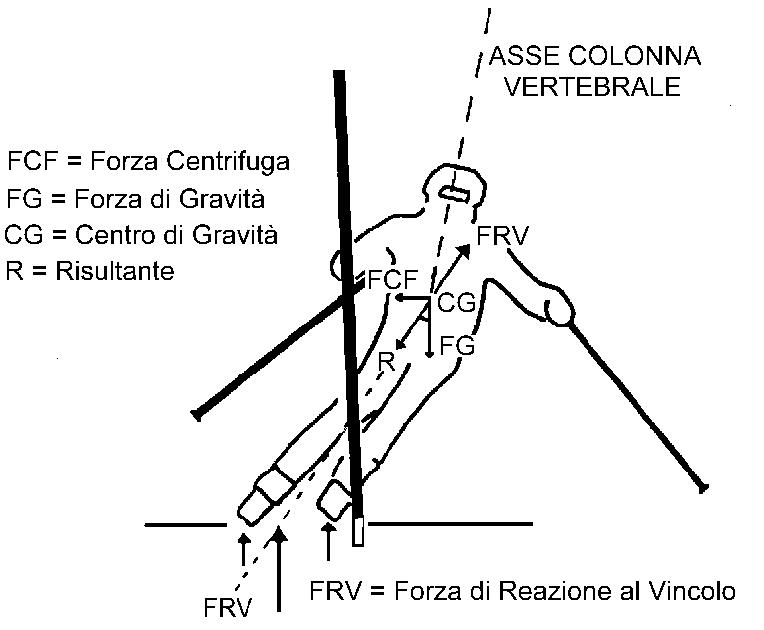
dinamica di una curva

- Il movimento di “traslazione-estensione” caratterizza le fasi iniziali di una curva condotta, ed ha come scopo primario il cambio degli spigoli e la realizzazione dell'aderenza degli sci con il terreno, presupposto importante nel cambio di direzione. Questo s'ottiene grazie al movimento verso l'interno del centro di massa.
- Il movimento di “angolazione - piegamento” è graduale, proporzionale alla velocità, arco di curva e caratteristiche del terreno. Caratterizza tutta la seconda fase di una curva, con lo scopo di mantenere il più possibile costante la pressione degli sci sul terreno, ottenendo un controllo continuo della traiettoria.
- Gli sci, distanziati tra loro permettono una maggiore indipendenza degli arti inferiori ed una corretta angolazione, favorendo una maggiore escursione articolare, in situazione di massimo equilibrio.
- L'inversione degli spigoli avviene con entrambi gli arti.
- Il busto partecipa all'azione compensando il movimento degli arti inferiori, nella ricerca ottimale dell'equilibrio dinamico.
- Le braccia, semiflesse, in posizione avanzata e leggermente distanziate dal corpo, sono in movimento solidale con lo stesso.
- L'uso del bastoncino è indispensabile su pendii ripidi ed in curve ravvicinate. S'effettua all'inizio dell'estensione utilizzando le articolazioni del polso e del gomito.
- Il movimento delle braccia e dei bastoncini possiede un'importante funzione coordinativa e ritmica, risultando utilissimo per stimolare l'azione dello sciatore.
- Attraverso azioni muscolari e biomeccaniche, il complesso articolare Piede-Caviglia è capace d'efficaci correttivi alla traiettoria. L'azione è diretta funzione dell'asse piedi-ginocchia, che collabora attivamente con quel ginocchia-piedi. Il movimento di tale asse, controllato secondo una precisa modulazione su base neuro-muscolare creata dalla propriocettività, è uno degli obiettivi motori fondamentali dell'addestramento.

Una curiosità è il modo di frenare: infatti se con gli sci da neve è possibile utilizzare la "derapata" o lo "spazzaneve", nello sci d'erba per frenare bisogna effettuare una curva a 180 gradi, indirizzando gli sci in salita, riducendo così la velocità fino a fermarsi.